# Aphelandra luyensis
Aphelandra luyensis är en akantusväxtart som beskrevs av Gustav Lindau. Aphelandra luyensis ingår i släktet Aphelandra och familjen akantusväxter. Inga underarter finns listade i Catalogue of Life.